# Al-Hajar al-Aswad
Al-Hajar al-Aswad is een plaats in het Syrische gouvernement Rif Dimashq en telt 96.419 inwoners (2007).